# Bodil Kirke

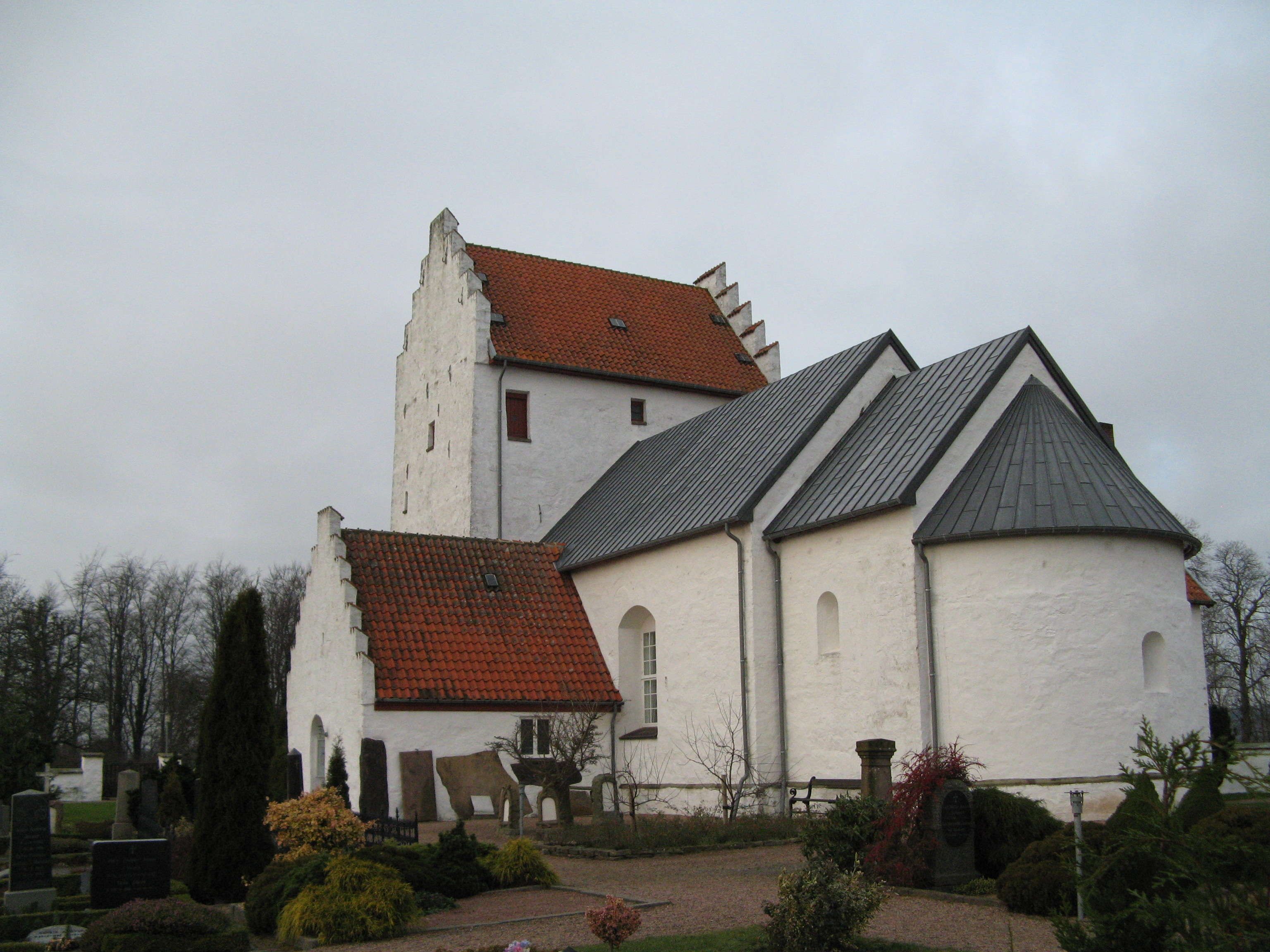
Bodil Kirke, Bornholm:
romanisches Kirchenschiff mit Chor und Apsis (grau eingedeckt)

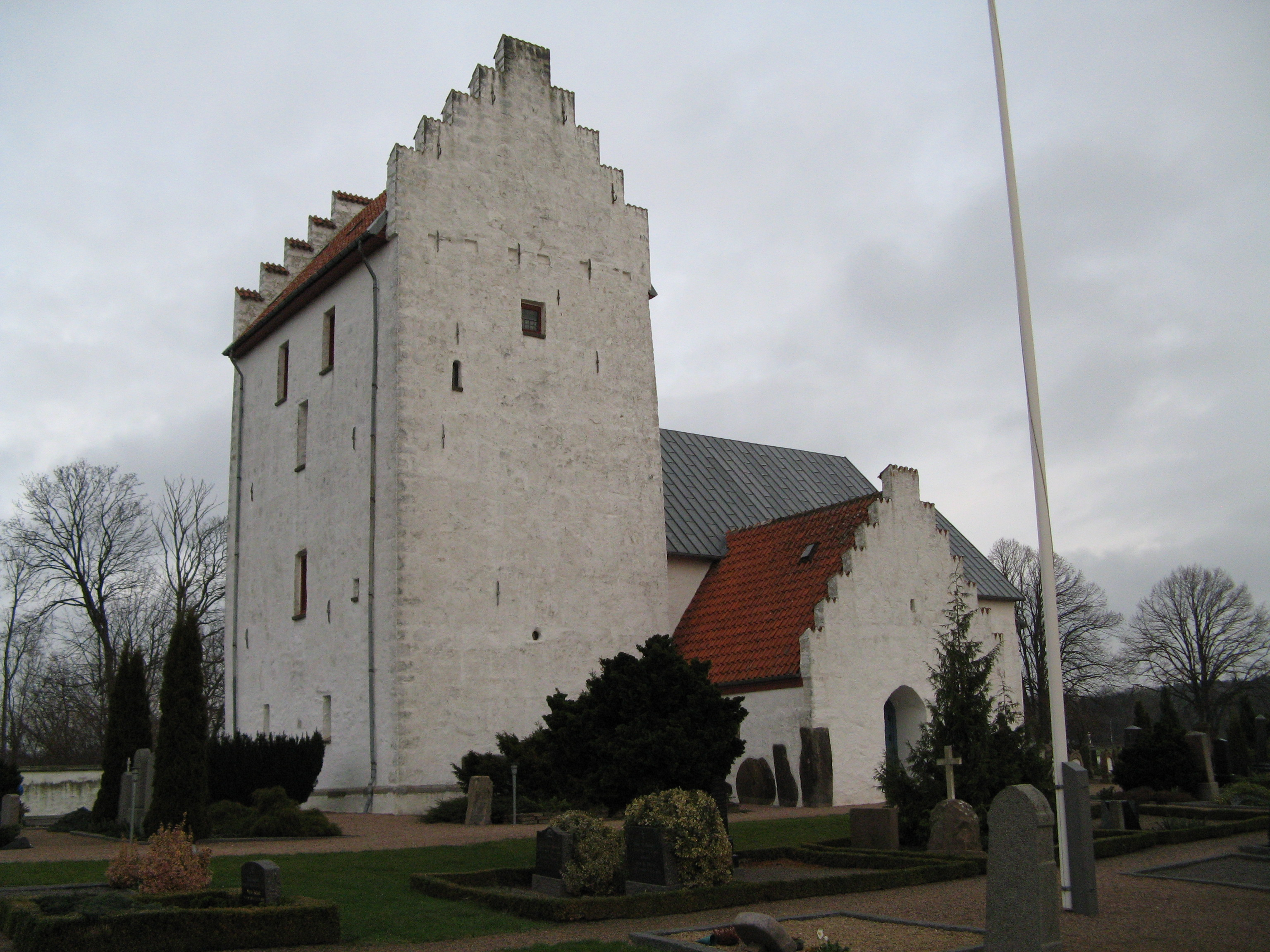
Bodil Kirke:Turm mit nachträglich angebrachtem Giebel, sowie Erweiterungsbau

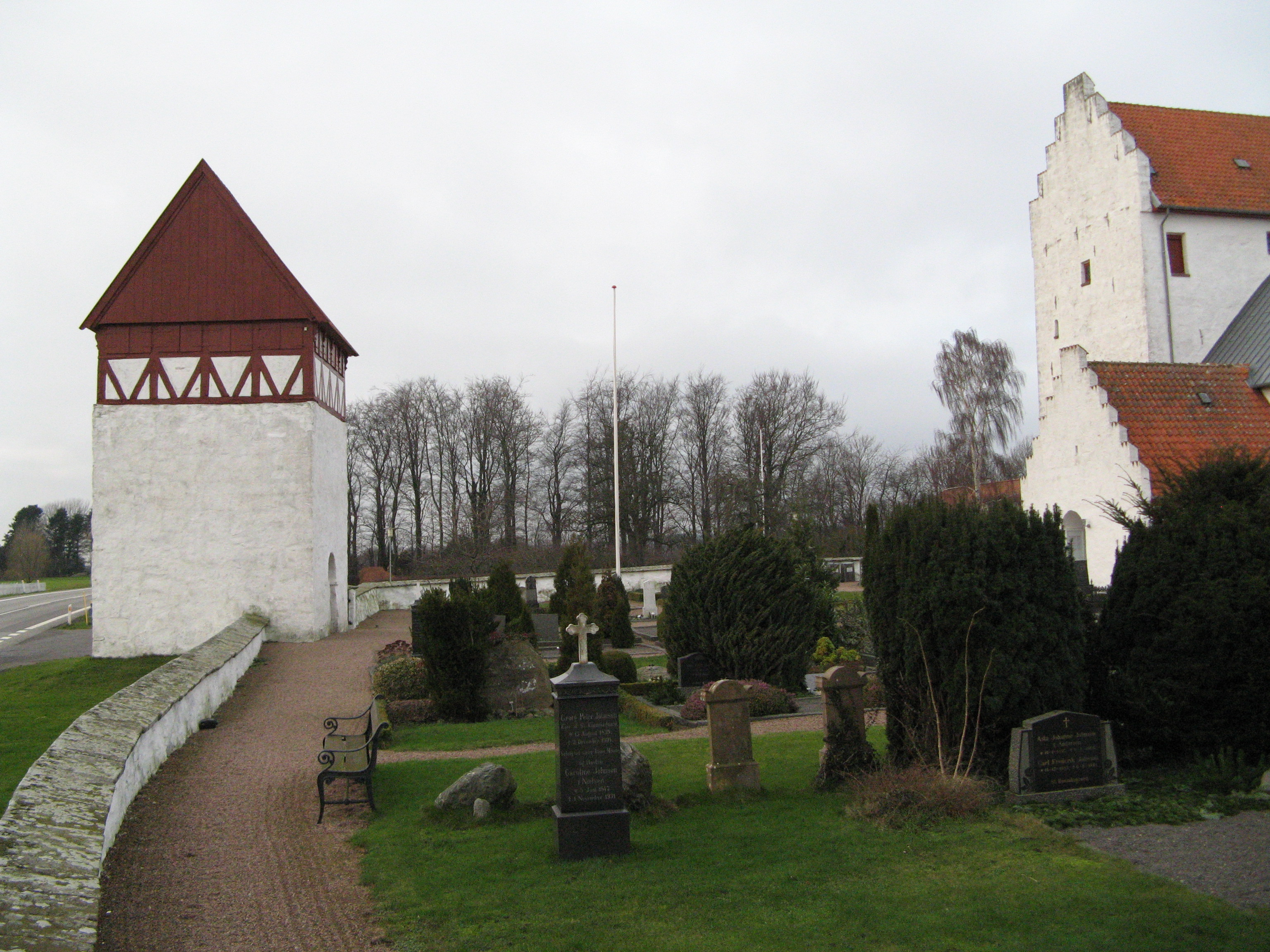
Glockenturm abseits der Kirche

Die Sankt Bodil Kirke ist eine romanische Kirche auf der Insel Bornholm, die Anfang des 20. Jahrhunderts erweitert wurde. Die Kirche liegt 3,5 km westlich von Nexø, etwa auf halbem Weg nach Aakirkeby und ist dem englischen Heiligen Botulf geweiht.

## Geschichte und Architektur
Im Jahr 1530 wurde der Name der Kirche in den Mädchennamen Bodil geändert, obwohl es keine heilige Bodil gibt.
Die Kirche wurde um 1200 erbaut und bestand ursprünglich aus Schiff, Chor und Apsis. Die Apsis hat das ursprüngliche Halbkuppelgewölbe, Chor und Schiff haben eine flache Holzdecke von 1911.
Der mächtige vierstöckige Turm aus meterdicken Wänden wurde erst nachträglich angefügt, allerdings noch in romanischer Zeit. Fundamente im Boden zeigen, dass der Turm ursprünglich weiter nach Westen reichen und einen quadratischen Grundriss haben sollte. Das Hauptgeschoss des Turmes ist längs in zwei Räume mit je einem Tonnengewölbe geteilt, die durch zwei Arkaden verbunden sind und sich zum Schiff jeweils durch eine Arkade öffnen. Man nimmt an, dass der Turm wie die skandinavischen Rundkirchen den Menschen auch zum Schutz gegen räuberische Angriffe diente.
Die Vorhalle stammt aus dem 16. Jahrhundert. In der Vorhalle befinden sich zwei Runensteine und Tafeln, die daran erinnern, dass in der Pfarrei in den Jahren 1618 und 1654 an der Pest 251 bzw. 186 Menschen starben.
Der separat stehende Glockenturm mit seinen beiden Stockwerken aus Stein ist Teil der Kirchhofsmauer und war zugleich Pforte in den Kirchhof; er diente ursprünglich mehr der Verteidigung als dem Glockengeläut. Das heutige Glockengeschoss aus Fachwerk stammt aus dem 17. Jahrhundert.
In den Jahren ab 1897 bis zur abschließenden Restaurierung 1910–11 entbrannte ein heftiger Streit um das Schicksal der Kirche. Der Propst, der lokale Architekt Mathias Bidstrup und sicher auch Leute vom Kirchen- und Unterrichtsministerium hielten eine Erweiterung der Kirche nicht für möglich; sie wollten die alte Kirche als Ruine erhalten und an anderer Stelle eine neue, größere Kirche errichten, doch die Kirchengemeinde wollte mit allen Mitteln ihre alte Kirche erhalten. Deshalb unterbreitete Mathias Bidstrup 1898 den Vorschlag, ein nördliches Querschiff anzubauen. Erst nachdem das dänische Nationalmuseum die Kirche unter Denkmalschutz gestellt und einen Teil der Umbaukosten übernommen hatte, konnte 1910–11 das Querschiff angebaut und die ganze Kirche gründlich renoviert werden. Turm und Vorhalle wurden mit einem Staffelgiebel versehen.
Bei der Renovierung fand man unter dem Fußboden des Kirchenschiffes vier Münzen: eine Münze unbekannter Herkunft (12. Jahrhundert?) und je eine aus Stralsund (14, Jahrhundert), aus Hamburg (ca. 1400) und aus Rostock (1550–1562). Weiterhin wurden im Mauerwerk der Kirche fünf Runensteine (Bodilsker Stene genannt) entdeckt, von denen zwei in der Vorhalle der Kirche aufgestellt sind.

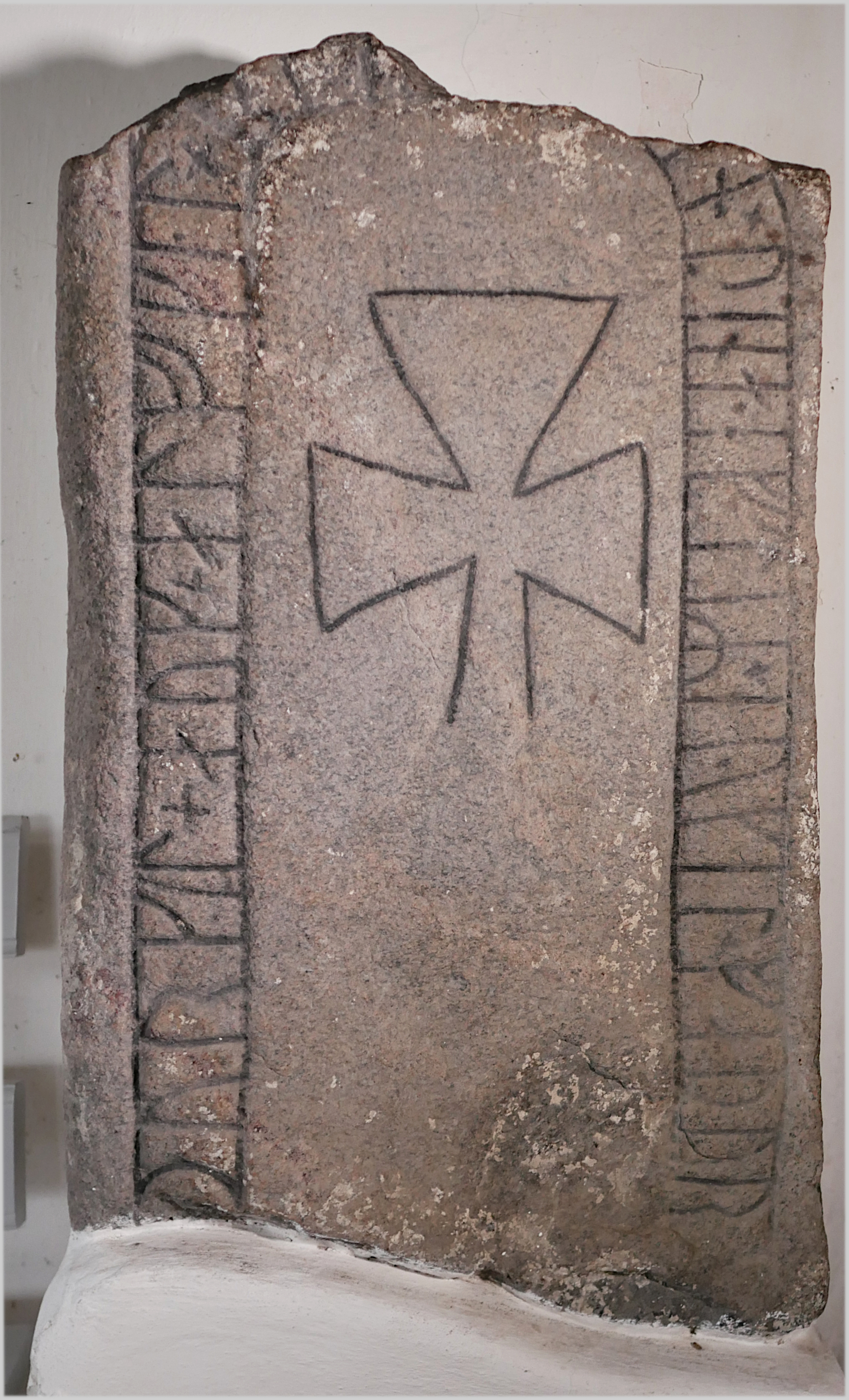
Runenstein
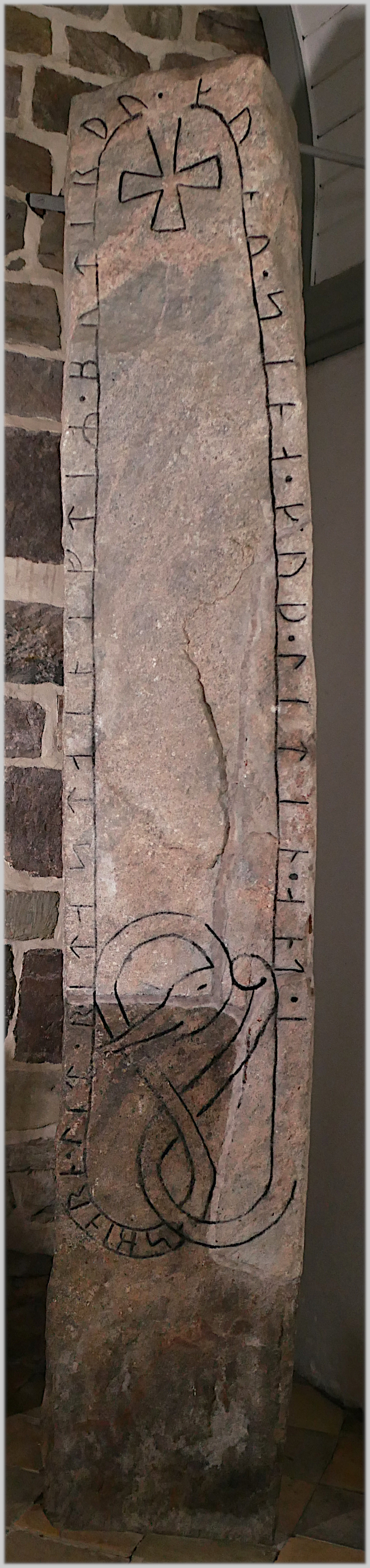
Runenstein
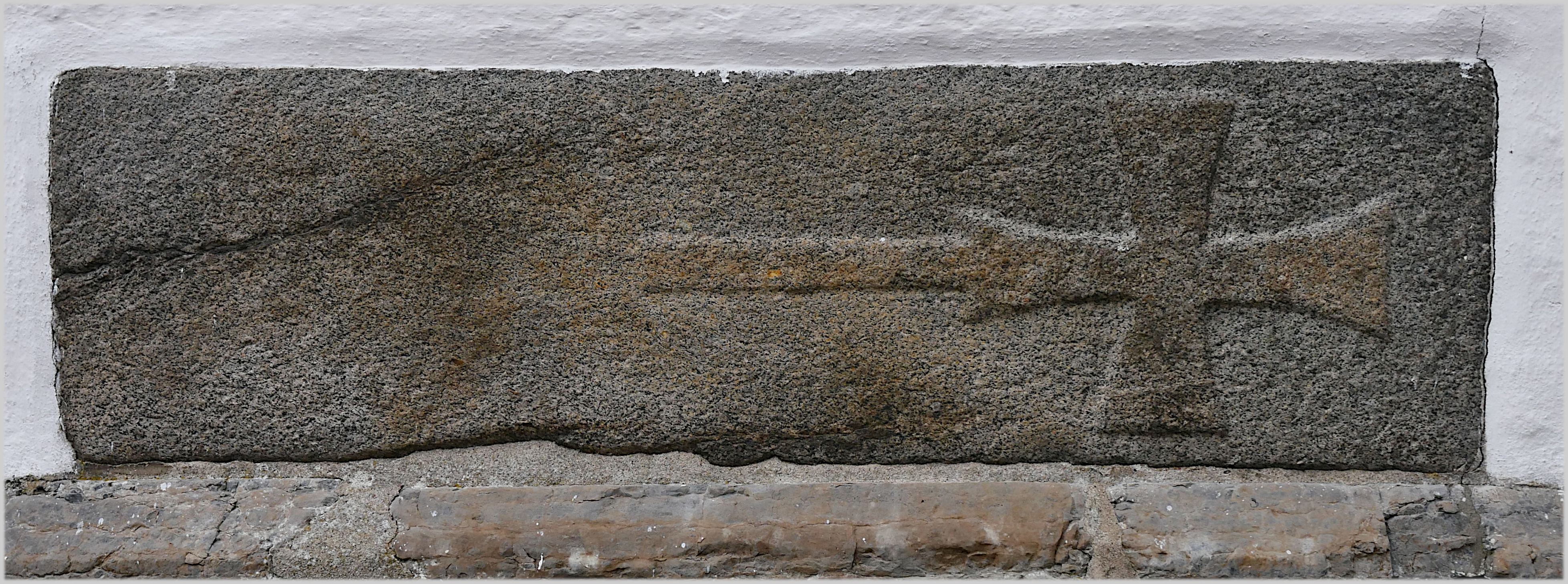
Grabplatte

## Innenraum
Die Ostwand des Schiffs besteht dem hohen romanischen Chorbogen und zwei Seitenapsiden, in denen vor der Reformation Nebenaltäre standen. Die Westwand des Schiffs öffnet sich mit zwei niedrigen Arkaden zum Turm. Vor dem Mittelpfeiler dieser Arkaden steht heute das alte romanische Taufbecken aus Gotland aus grauem Kalkstein, das nicht mehr benutzt wird. Über dem Taufbecken hängt das ehemalige Altarbild von Jørgen Roed aus dem Jahr 1856, das Christus auf dem Weg nach Emmaus zeigt.

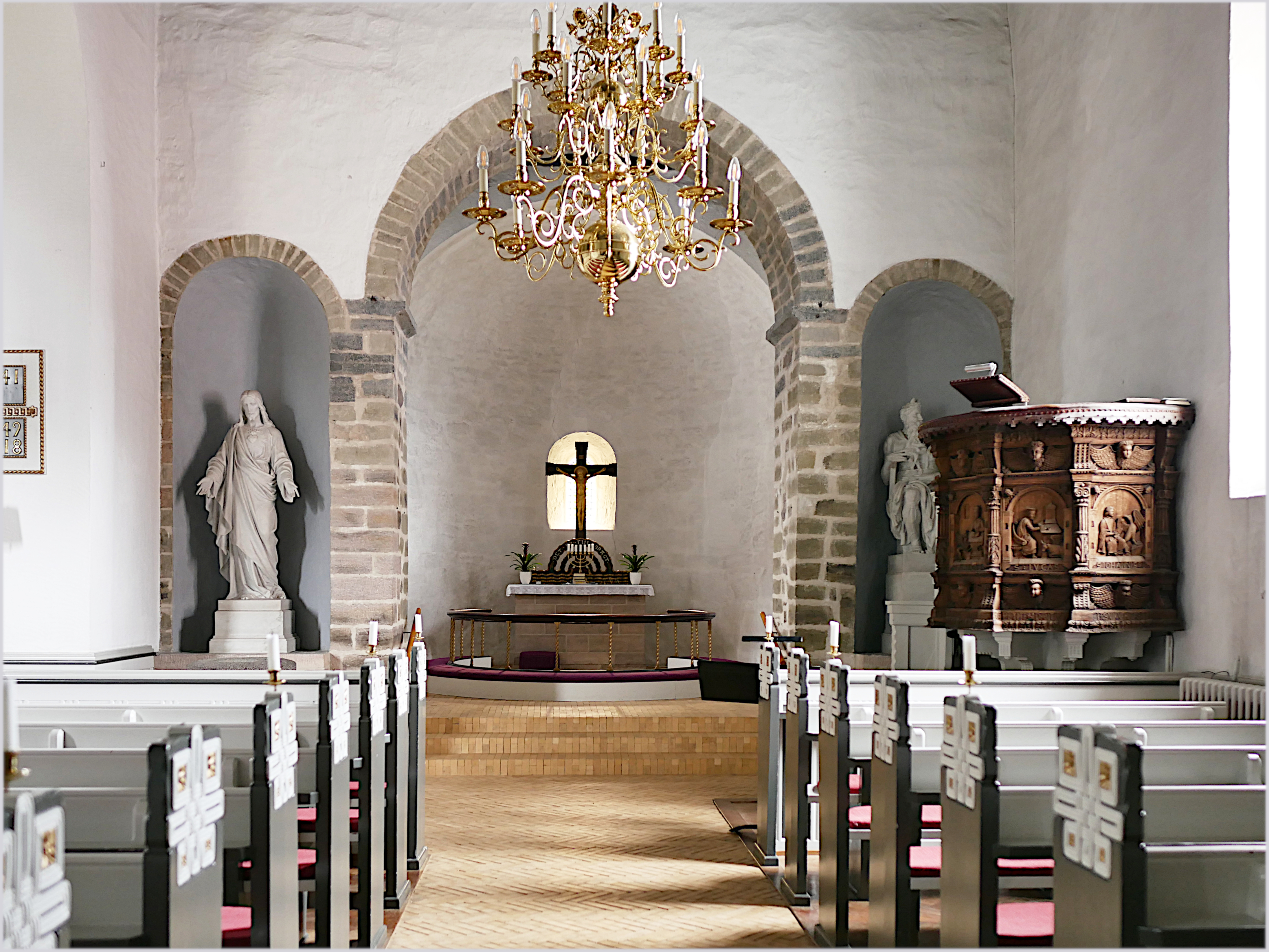
Schiff nach Osten
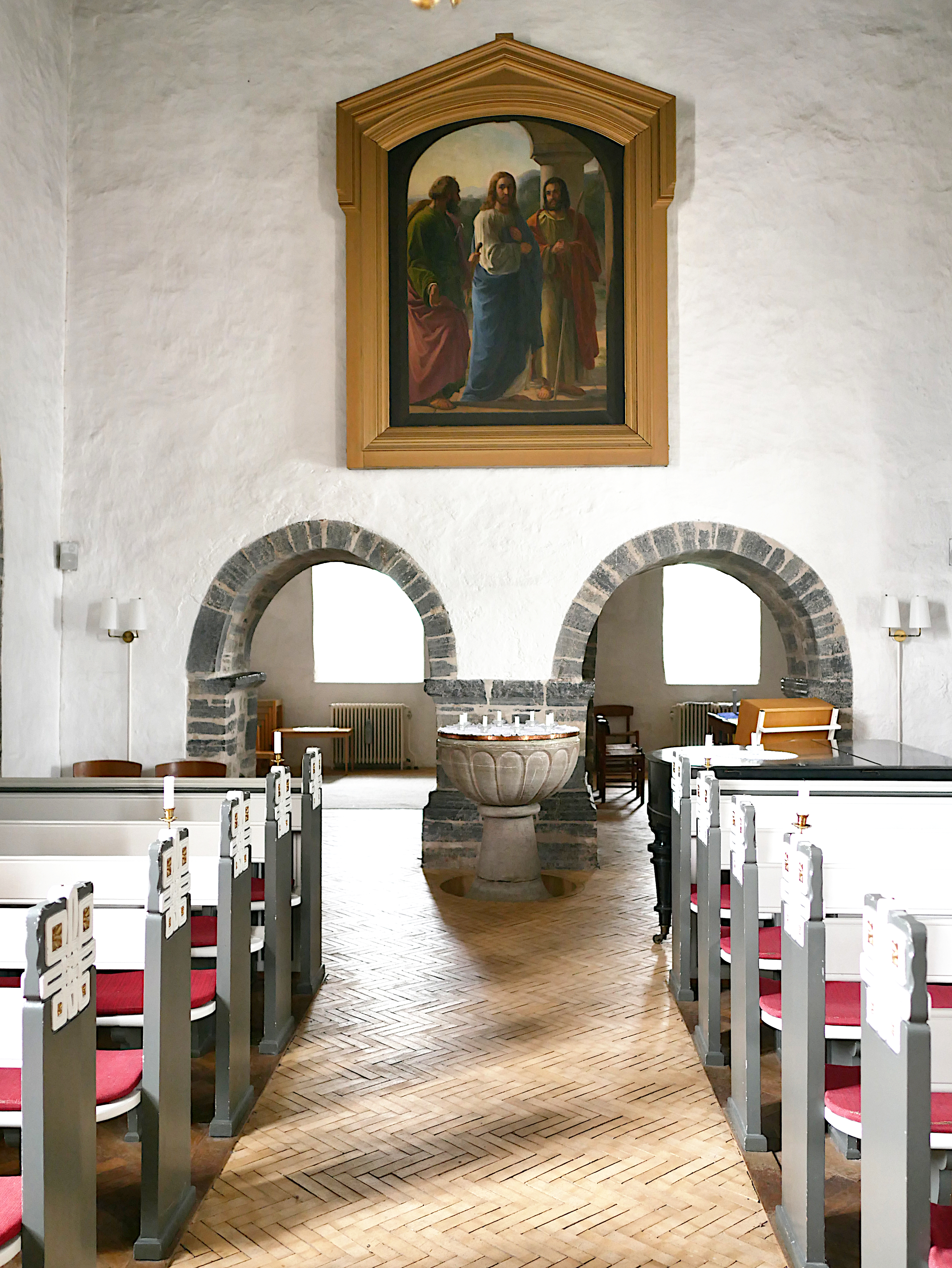
Schiff nach Westen
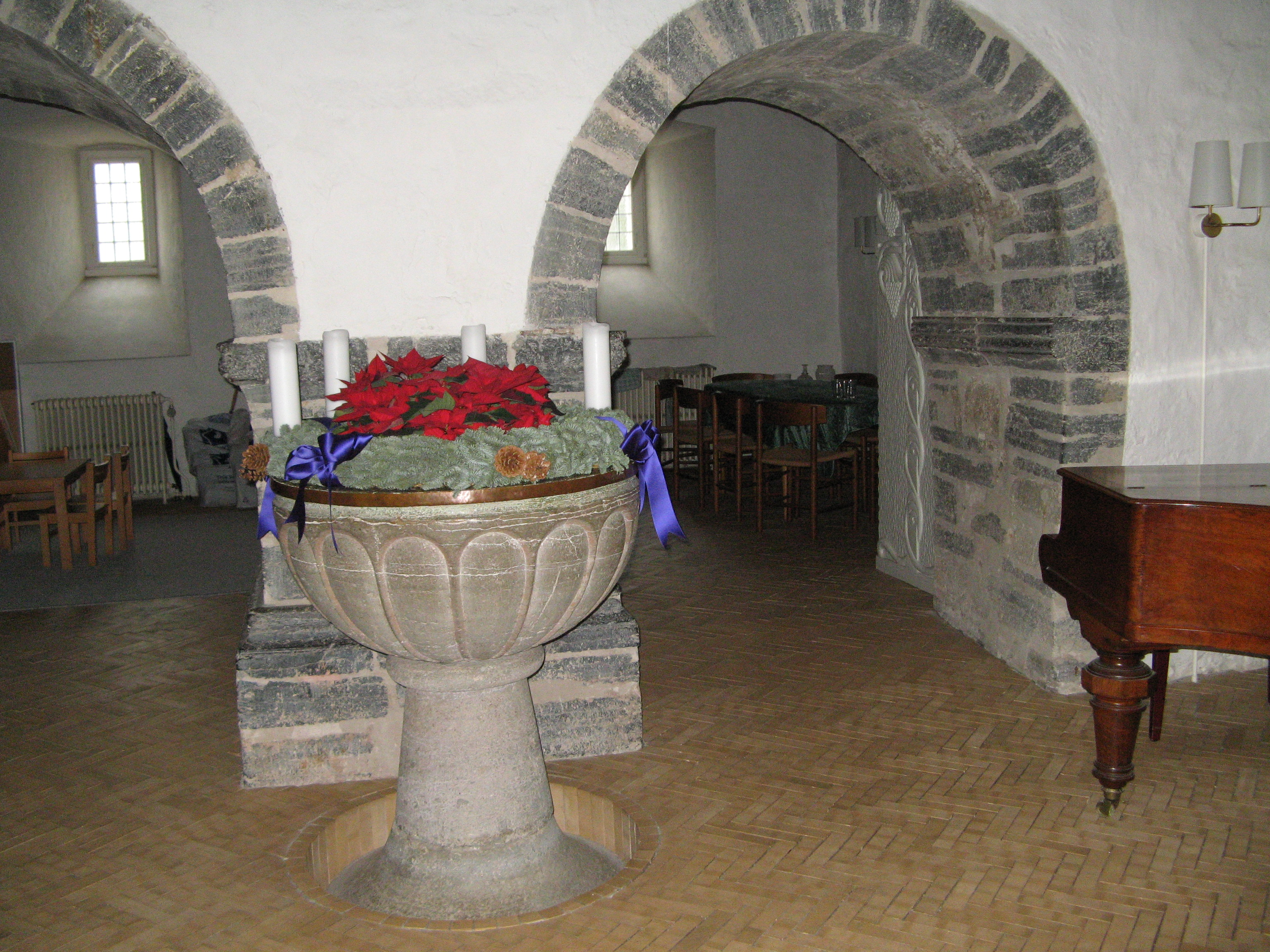
Altes Taufbecken mit Adventskranz
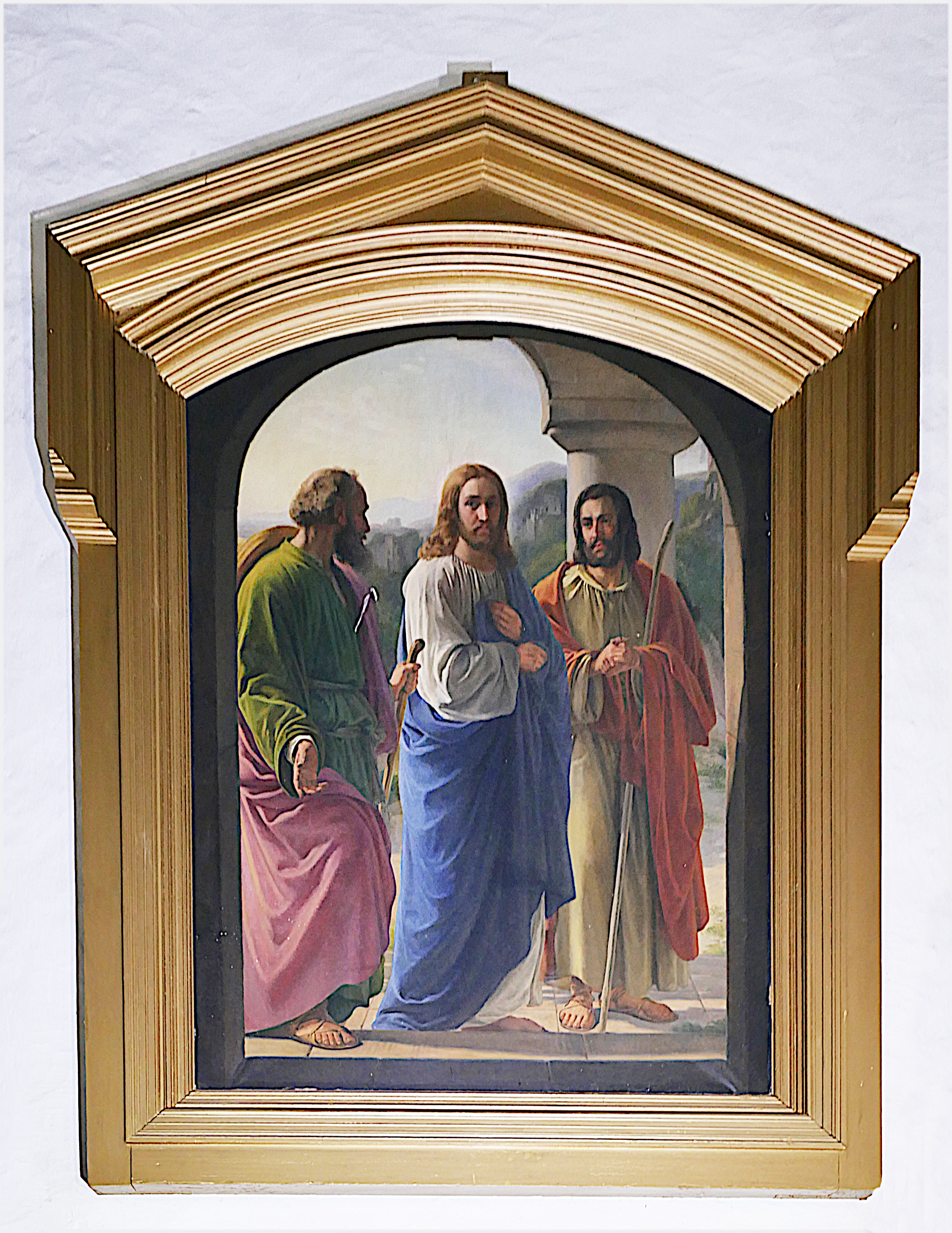
Ehemaliges Altarbild

Der heutige Altar und das geschnitzte Kruzifix darauf sowie das neue Taufbecken stammen von der Renovierung 1911.
Die Kanzel aus der Renaissance (um 1600) ist aus Holz. Ihre vier Felder zeigen Reliefs der Evangelisten und ihrer Symbole.

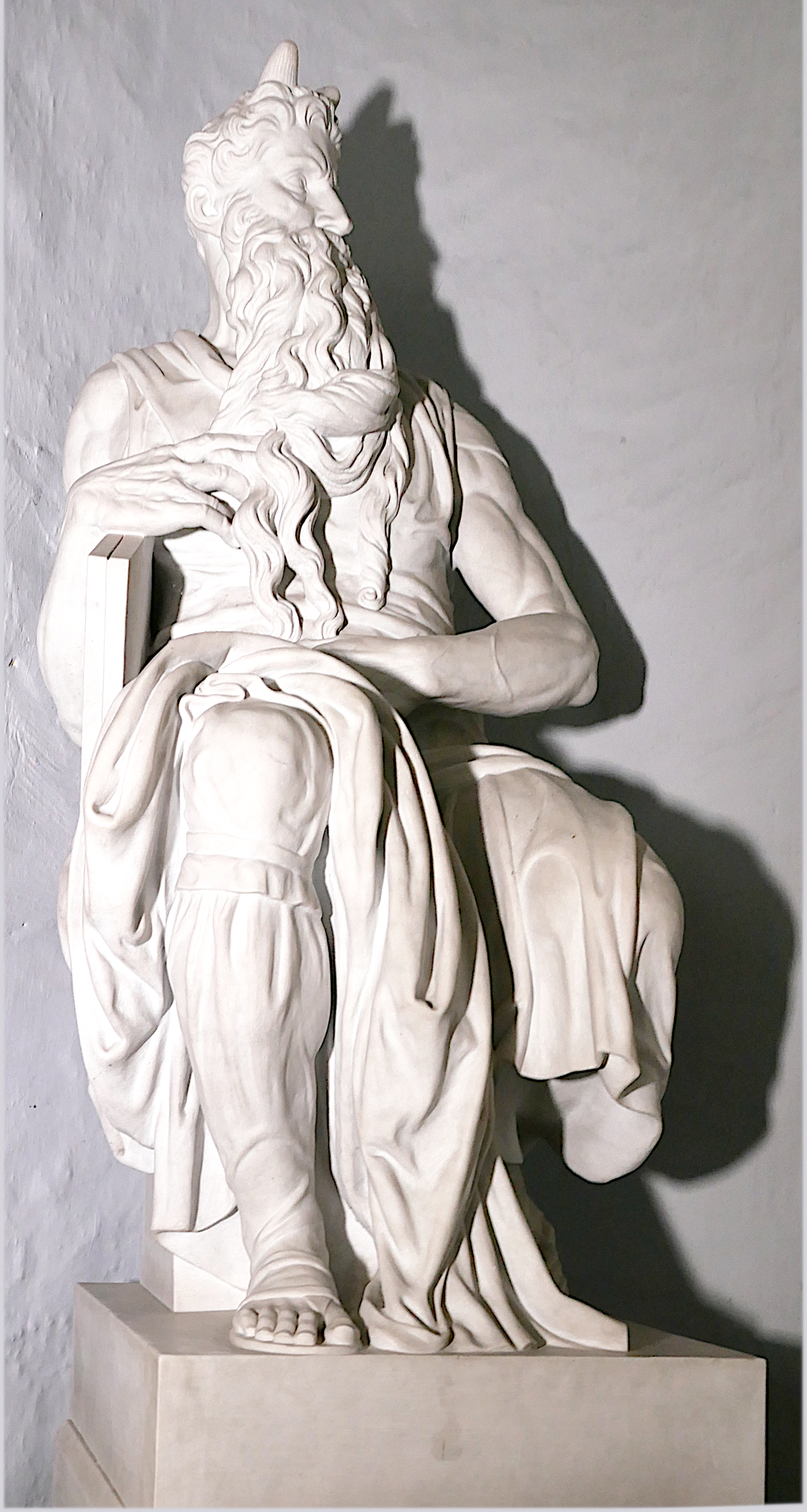
Figur des Moses (Michelangelo Kopie)
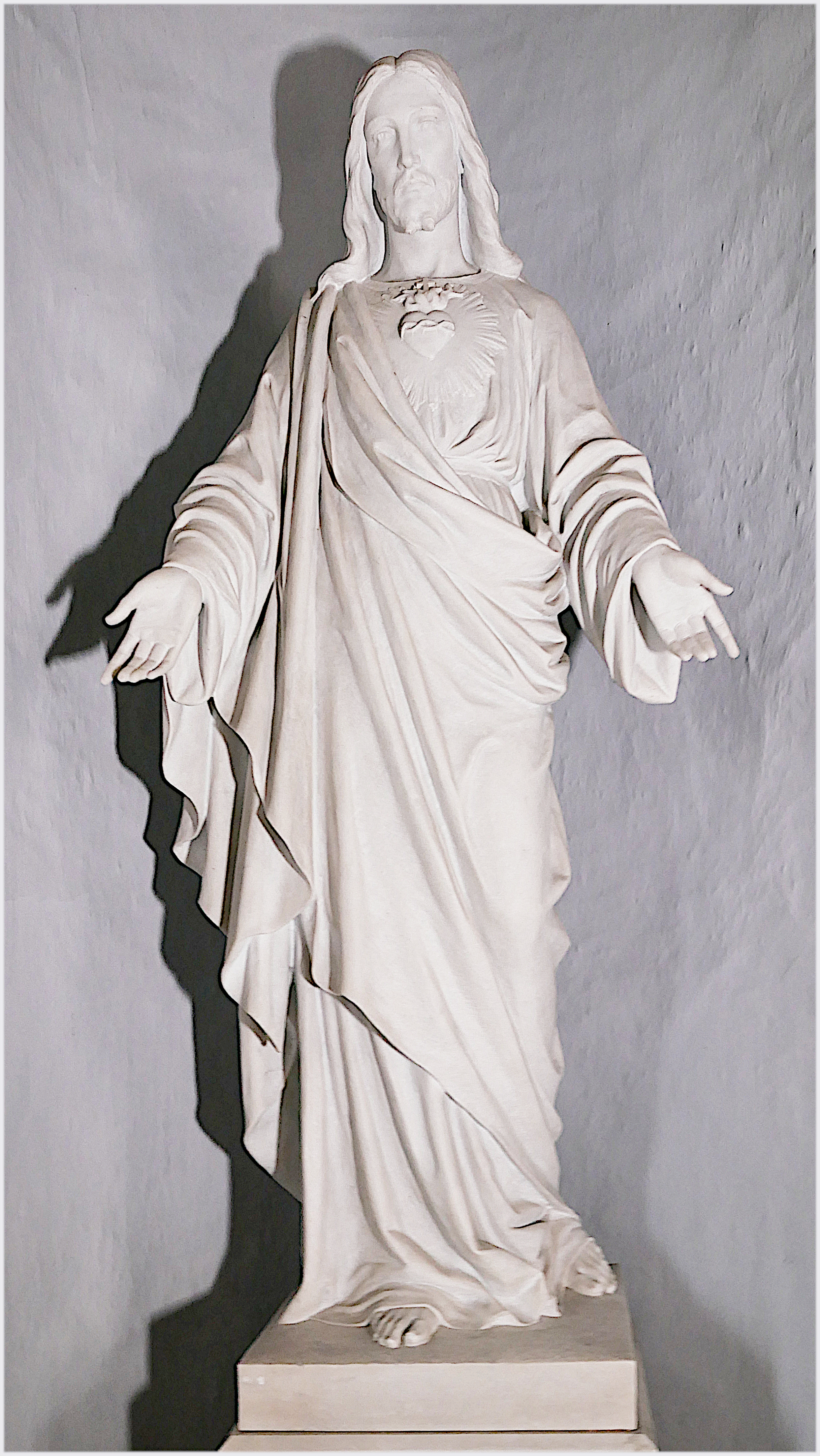
Herz Jesu Figur
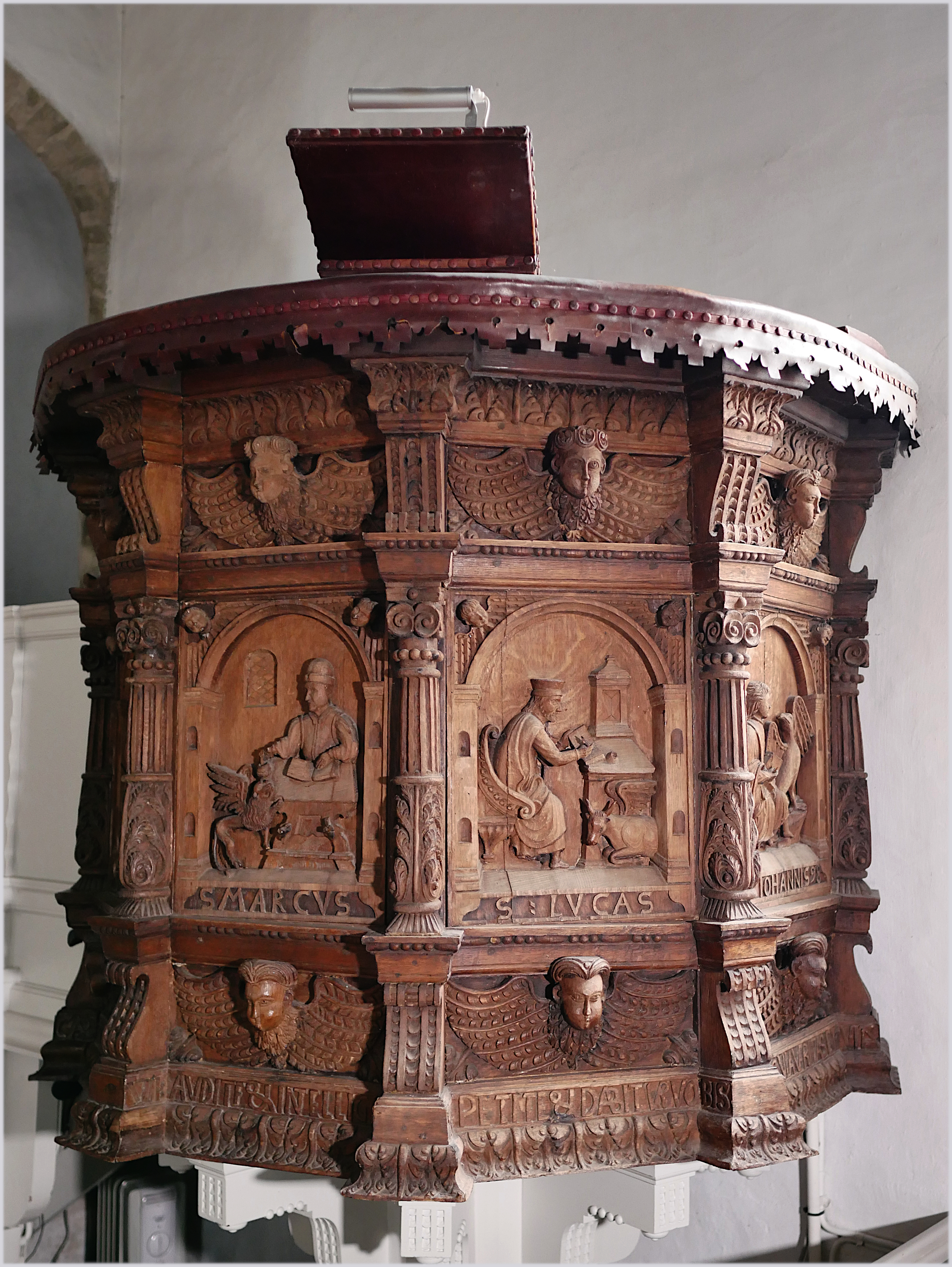
Kanzel
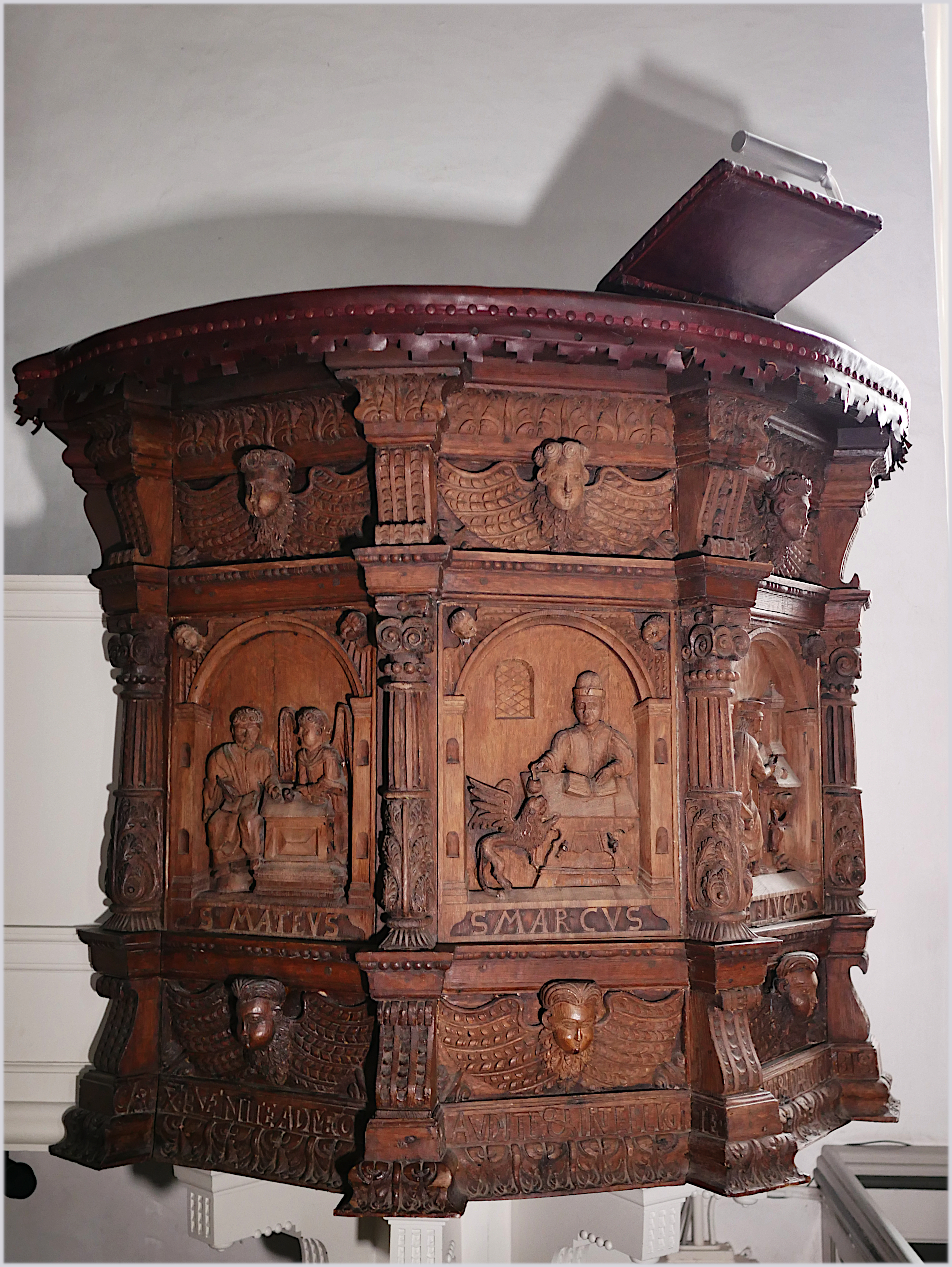
Kanzel
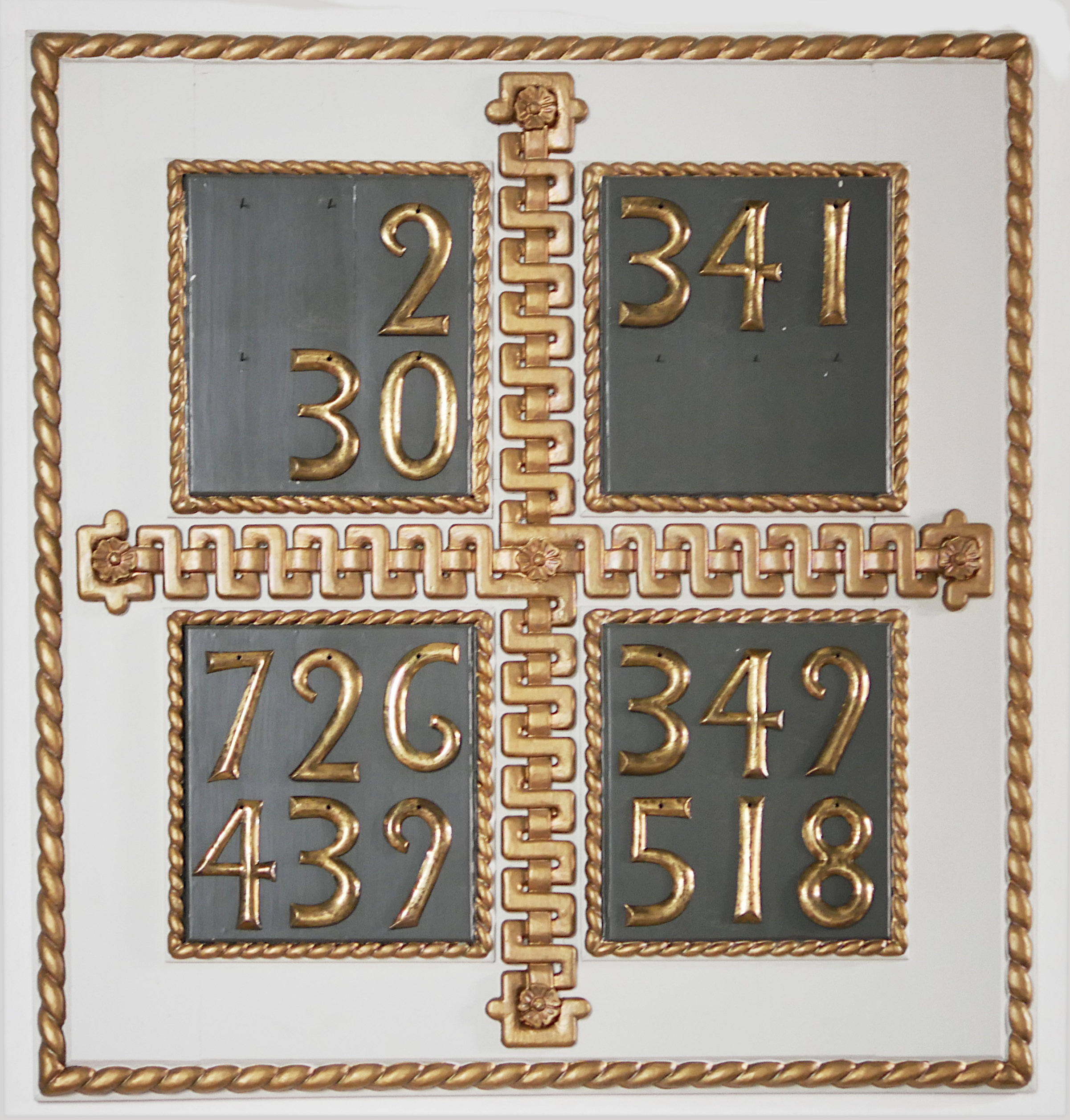
Anschlagetafel
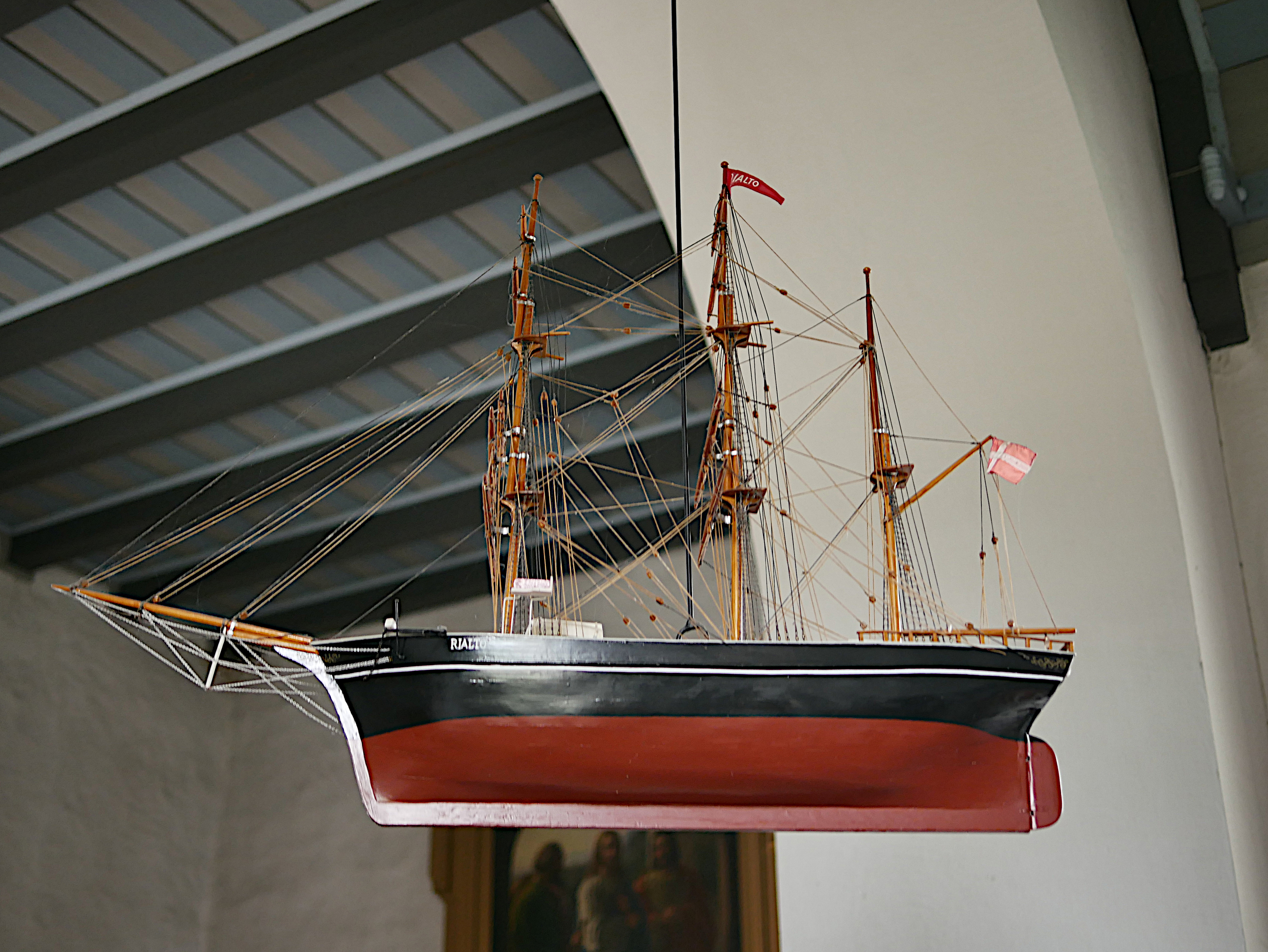
Schiffsmodell